# Candy☆Boy
Candy☆Boy(キャンディ ボーイ, 캔디보이)는 아니메 인터내셔널 컴퍼니가 제작하고 호시카와 다카후미가 감독을 맡은 8분짜리 오리지널 넷 애니메이션이다. 2007년 11월 22일부터 ONA는 Cho! animelo 시청각 웹사이트 및 니코니코 동화 온라인 비디오 서비스 스트리밍을 통해 제공된다. 이어서 2008년 5월 2일부터 2009년 5월 8일 사이에 에피소드가 스트리밍되는 7부작 시리즈가 이어졌다. 추가 에피소드는 DVD로 출시되었으며, 그 중 하나는 나유타의 싱글 "Bring Up Love"의 DVD 버전이었다. 시리즈 2권과 함께 출시된 또 다른 작품이다. 도게 히로의 스핀오프 만화 시리즈는 2009년 11월부터 2010년 12월 사이에 미디어팩토리의 코믹 플래퍼 잡지에 연재되었으며, 도게의 다른 시리즈도 휴대폰으로 배포되었다.
로맨틱 학원 코미디를 배경으로 한 이야기는 도쿄의 여고 2학년 쌍둥이 자매인 사쿠라이 유키노와 카나데의 싹트는 연애와 카나데를 향한 신입생 카미야마 사쿠야의 감정을 중심으로 갈등을 그린다.

## 줄거리
홋카이도 출신의 쌍둥이 자매인 유키노와 카나데 사쿠라이는 부모님과 함께 여동생 시즈쿠 "시짱"을 남겨두고 고등학교에 다니기 위해 도쿄의 학생 기숙사로 함께 이사한다. 1학년 카미야마 사쿠야는 카나데를 찾아 스토킹하며 그녀를 사랑하고 그녀와 함께하기 위해 무엇이든 할 것이라고 말하며 유키노에게 여동생의 사진과 개인 물건을 대가로 사탕을 지불한다. 나중에 카나데는 학업과 유키노의 아르바이트로 인해 시간을 보낼 시간이 부족하여 유키노와 그녀의 긴밀한 관계가 무너지고 있다고 느낀다.